# یواس‌سی‌جی‌سی نتل (دبلیوای‌کی-۱۶۹)
یواس‌سی‌جی‌سی نتل (دبلیوای‌کی-۱۶۹) (به انگلیسی: USCGC Nettle (WAK-169)) یک کشتی بود که طول آن ۱۷۶ فوت (۵۴ متر) بود. این کشتی در سال ۱۹۴۵ ساخته شد.